# Prostovoljstvo
Prostovoljstvo je oblika dela, za katerega oseba ne dobi plačila. Razumemo ga kot odziv civilne družbe na raznovrstne potrebe ljudi, je oblika aktivnega in altruističnega delovanja posameznikov, ki prispeva k razvijanju vrednot solidarnosti. Prostovoljstvo pokriva potrebe ljudi v družbi, prispeva k boljšemu življenju posameznika ali skupine v družbi, ščiti interese tistih, ki so na različne načine ogroženi ali odrinjeni na rob družbe. Socialno, izobraževalno, zdravstveno, kulturno, vzgojno, okoljevarstveno so le nekatera področja na katerih prostovoljstvo deluje. Pomen prostovoljstva se vse bolj povečuje tudi ob naravnih katastrofah in kriznih situacijah (gasilci, reševalci). Upoštevajoč sposobnosti in interes posameznika za določeno področje prostovoljstvo temelji na predpostavki, da je lahko vsakdo prostovoljec, tako ženske in moški kot tudi mladi in starejši.

## Definicija
Termin »prostovoljsko delo« je v literaturi različno definiran. Zakon o prostovoljstvu, ki ga je sprejel Državni zbor Republike Slovenije (2011), v 2. členu definira prostovoljstvo kot »družbeno koristno brezplačno aktivnost posameznikov, ki s svojim delom, znanjem in izkušnjami prispevajo k izboljšanju kakovosti življenja posameznikov in družbenih skupin ter k razvoju solidarne, humane in enakopravne družbe. Poleg tega pa krepi medsebojno solidarnost ljudi, spodbuja razvoj človeških zmožnosti in vseživljenjskega učenja, zagotavlja družbeno povezanost in sodelovanje pri reševanju problemov posameznikov in družbe«.
V 5. členu pa definira prostovoljsko delo kot "delo, ki ga posameznik po svoji svobodni volji in brez pričakovanja plačila ali neposrednih ali posrednih materialnih koristi zase, opravlja v dobro drugih ali v splošno korist."

## Zgodovina

### Simbolični interakcionizem
Teorija simboličnega interakcionizma se pojavi v poznih 60. in zgodnjih 70. letih. To je obdobje viška individualnega in družbenega blagostanja, slutnje konca obdobja neomejene rasti, pojavljanja in zavedanja novih družbenih konfliktnosti, mladinskih gibanj, anti- strok, antiavtoritarizma, protestništva in začetka samokritičnosti strok.
Gre za teorijo pri kateri je značilen preobrat v miselnosti. Namreč do takrat so bili ljudje razdeljeni na strokovnjake, ki vedo, znajo, smejo, morajo, so dobri in so subjekti ter na deviante, ki ne znajo, ne vedo, so slabi in so objekti obravnave strokovnjakov. V tem času pa se strokovnjaki vprašajo, ali oni res več vedo  in zakaj ne bi za mnenje kdaj vprašali »drugih« .
Torej posledica teorije simboličnega interakcionizma oziroma njene miselnosti je tudi začetek prostovoljnega dela, saj meje med strokovnjaki in »drugimi« postanejo manj izrazite, krepi pa se mišljenje, da drug drugemu pri delu lahko veliko pomagajo.

## Neformalno prostovoljsko delo
Neformalno prostovoljsko delo je delo, ki ga posameznik priložnostno opravi za drugega posameznika, ki to delo ali pomoč potrebuje. Vzpostavljena je direktna povezava in dogovor med prostovoljcem in uporabnikom. Povezava je lahko kratkotrajna ali dolgotrajna. Recimo pomoč starejši osebi pri prečkanju ceste ali sosedska pomoč pri poplavah.

## Formalno prostovoljsko delo
Formalno prostovoljsko delo je delo, ko odnos med prostovoljcem in uporabnikom vzpostavi in formalizira organizacija. Organizacija organizira in nadzira proces sodelovanja med uporabnikom in prostovoljcem.

## Pogoji prostovoljskega dela
Prostovoljne organizacije najprej pripravijo osnutek projekta, kjer si zastavijo cilj. Pojasnijo zakaj potrebujejo prostovoljce, koliko jih potrebujejo, kakšno bo njihovo delo in za koliko časa se jih potrebuje.
Pridobivanje prostovoljcev poteka na različne načine, pri tem pa si neprofitne organizacije pomagajo z naslednjimi strategijami :
Snovanje delokrogov: prostovoljci imajo različne potrebe in motive, ki jih je treba upoštevati. Pristojnost naj se dodeli tistemu, ki si to želi.
Osebni razvoj: prostovoljci se morajo usposabljati, si pridobivati zveze in reference ter se tako razvijati in povečevati vrednost za poklicno plačano delo.
Status:prostovoljci opravljajo različna dela, ki jih nudijo priložnosti za sodelovanje s pomembnimi odločevalnimi organi.
Kultura organizacije: notranja kultura neprofitne organizacije sprejema vključevanje prostovoljcev, zato jo je treba spodbujati.
Prožnost: sodelovanje in delo prostovoljcev naj bo prilagodljivo, npr. opravljanje prostovoljskih nalog izven organizacij ali opravljanje v skupinah.
Oljašave: prostovoljcem se ob ne tradicionalnem času pokrijejo drobni stroški.
Publiciteta: o prostovoljstvu in njihovih programih je ljudi treba informirati na delovnem mestu, v šoli, v soseščini in tudi v cerkvi.
Kriteriji izbire prostovoljcev so pri različnih projektih prostovoljskega dela različni. Pri projektih, ki so zelo kompleksno in zahtevno zastavljeni, lahko postopek izbiranja vključuje več individualnih intervjujev ter zahtevne osebnostne preizkušnje. Taki kriteriji se nanašajo na osebnostno in socialno zrelost, psihično odpornost in socialne veščine.
Pri sprejemu kandidata za prostovoljno delo je zelo pomemben prvi intervju, kasneje pa tudi sam postopek usposabljanja. Na uvodnem razgovoru, ki je nujen za izbiro kandidata, se zastavi tudi vprašanje, ki se nanaša na motivacijo. Motivi za opravljanje prostovoljnega so različni, v grobem pa jih lahko razdelimo v tri sklope. Pod prvi sklop uvrščamo tradicionalne. To so solidarnost, vera, možnost dajati, prispevati skupnosti itd. Druge so moralno-altruistične motivacije pod katere uvrščamo usmiljenje, občutek dolžnosti, osebno trpljenje itd. Tretji sklop izpostavlja posameznikovo lastno potrebo in zavedanje o potrebah drugih po socialnih stikih in varnosti. K tem uvrščamo pridobivanje izkušenj, osebno zadovoljstvo in družbene razloge.
Najpogosteje se izbere prostovoljca, ki ima altruistične motive ter lastne interese, kot so: se kaj naučiti, družiti.

### Usposabljanje
Osnova za ustrezno opravljanje prostovoljnega dela je usposabljanje in vodenje prostovoljcev, zato je temu treba posvetiti posebno pozornost. Odvisno je od vsebine projekta in delovnih nalog in se lahko močno razlikuje glede na vsebino in intenziteto. Če gre za nezahteven projekt, priprava za prostovoljsko delo ne sme biti preveč obsežna. Prostovoljce je treba ustrezno informirati o njihovih delovnih nalogah in obveznostih, ki jih imajo do porabnikov in organizacije, ter obveznostih, ki jih ima organizacija do prostovoljcev. Seznaniti jih morajo tudi z  njihovo vlogo v prostovoljskem delu, odgovornostjo in njihovimi pravicami, etiko prostovoljskega dela, predstavitvijo organizacije, v okviru katere bo posameznik delal, ter predstavitvijo načel, na katerih društvo deluje . Pred pričetkom dela mora organizacija vsakega prostovoljca seznaniti z Etičnim kodeksom organiziranega prostovoljstva.
Kakovostno usposabljanje povečuje učinkovitost prostovoljcev, zagotavlja kakovostno delo, varuje pred napakami in škodo, ki bi jo lahko utrpeli uporabniki, prostovoljci in institucije, razreši strah pred delom ter jih seznani z novimi veščinami in idejami. 
Izkušeni prostovoljci so najboljši na področju usposabljanja novih prostovoljcev.  Med njimi se vzpostavlja ustvarjalno sodelovanje in strokovna korektnost dela .
Programi, ki jih pripravljajo za usposabljanje morajo biti čim bolj praktično naravnani, z upoštevanjem specifičnosti dela, potreb prejemnikov pomoči, odgovornosti, ki jo prostovoljci prevzemajo ter njihovega predznanja. 
Poznamo dve stopnji usposabljanja in vodenja prostovoljcev:
- V začetnem usposabljanju dobi prostovoljec osnovne informacije o humanitarnih, družbenih in strokovnih izhodiščih za prostovoljsko delo, ciljih pomoči, vsebini in načinih pomoči ter svoji specifični vlogi. Pridobijo pa tudi osnovno znanje o specifičnih težavah prejemnikov pomoči ter o etičnih in pravnih vidikih prostovoljskega dela. Začetno usposabljanje ne sme biti preobsežno, niti ne preskopo, saj je možen upad motivacije.
- Nadaljnje usposabljanje pa poteka ob delu.

Usposabljanje najpogosteje poteka v skupinskih razpravah, v parih in skozi igro vlog. Poleg človeškega odnosa je pri nekaterih prostovoljskih dejavnostih treba imeti še dodatna znanja in veščine.

## Prostovoljno delo v Sloveniji

### Nevladne organizacije
Nevladna organizacija je organizacija, ki deluje neodvisno od države in jo lahko ustanovi kdorkoli izmed nas. Pomembne so, ker predstavljajo eno od oblik sodelovanja državljanov pri upravljanju države in družbe. Predvsem v Sloveniji gre za društva, zavode in ustanove, za katere je značilna neodvisnost(pri ustanovitvi, delovanju in prenehanju država nima vpliva), nepridobitnost (nevladne organizacije lahko ustvarijo dobiček, vendar mora biti namenjen lastni registrirani dejavnosti in ne članom), prostovoljnost (vsak se sam odloči za članstvo v nevladni organizaciji, kjer tudi večinoma opravlja prostovoljna dela), multifunkcionalnost (nevladne organizacije lahko hkrati delujejo na več različnih področjih) in inovacijski potencial (glede na to, da so nevladne organizacije neodvisne od države, se lahko tudi hitreje odzovejo na potrebe ljudi).

### Razvoj prostovoljnega dela na Slovenskem
Na področju prostovoljstva v Sloveniji še ni bilo izvedenih celovitih raziskav, zato je mogoče podati samo okvirne ocene, na podlagi nekaterih parcialnih analiz, o vrstah prostovoljnega dela ter njegovih pozitivnih učinkih na slovenske državljane in državljanke.
Na Slovenskem so imele različne zveze in združbe prijateljev že v 7. in 8. stoletju določene značilnosti današnjih nevladnih organizacij. Začetek tovrstnih organizacij enačimo z nastanki cehov (obrtniških bratovščin), verskih dobrodelnih organizacij in fundacij v 14. stoletju. Pri razvoju dobrodelnih in socialnih dejavnosti v kasnejšem obdobju je bila zlasti velika vloga cerkve . Tako je cerkev skrbela za reveže in druge marginalne skupine, za katere države, ki so se oblikovale na slovenskem prostoru skozi zgodovino, niso poskrbele. Cerkev ni ostala le pri dobrodelni dejavnosti, ampak se je širila tudi na področje kulture, izobraževanja in zdravstva. Njena razvejana dejavnost je vključevala oskrbo siromakov, varstvo sirot in ubožne mladine, širše mladinsko skrbstvo, organiziranje ljudskih in dijaških kuhinj, vzdrževanje bolnišnic, hiralnic in zavetišč, posebne zavode za mladino, slepe, gluhe in pohabljene ter druge pomoči potrebne . Po drugi svetovni vojni in s prihodom socialističnega družbenega sistema so nevladne organizacije omejeno delovale, saj je državna regulativa onemogočala razvoj nevladnega sektorja. Leta 1974 pa je nov Zakon o društvih omogočil nov začetek ustanavljanja nevladnih organizacij, ki pa so ostale majhne in ne množične. V osemdesetih letih so nastajala številna nova družbena gibanja (mirovna, ekološka, za varovanje človekovih pravic, duhovna, itd.), pri čemer je del najbolj aktivnih akterjev kasneje prešel v politično sfero, del pa je ostal na nevladni ravni . Nevladne organizacije so se po osamosvojitvi Slovenije še naprej razvijale in krepile.

### Raziskave
Na področju prostovoljstva v Sloveniji še ni bilo izvedenih celovitih raziskav, zato je mogoče podati samo okvirne ocene, na podlagi nekaterih parcialnih analiz, o vrstah prostovoljnega dela ter njegovih pozitivnih učinkih na slovenske državljane in državljanke.
Raziskava Velikost, obseg in vloga zasebnega neprofitnega sektorja v Sloveniji (2006) ugotavlja, da je bilo v Sloveniji leta 2004 aktivnih med 280.000 in 350.000 prostovoljcev, ki so opravili za 1 239 756 delovnih ur, kar predstavlja obseg dela 7.125 polno zaposlenih delavcev. V povprečju so v posamezni organizaciji prostovoljci opravili mesečno 149 ur, kar znaša okvirno 84 % dela polno zaposlenega delavca. Prostovoljci so najpogosteje vključeni v delo nevladnih organizacij, kot so društva, zavodi in različne ustanove. Kar 80,6 % nevladnih organizacij nima niti enega zaposlenega in torej delujejo izključno kot prostovoljne organizacije. Prostovoljci v nevladnih organizacijah v pomembnem delu dopolnjujejo oziroma nadomeščajo delo redno zaposlenih in predstavljajo gonilno silo nevladnega sektorja v Sloveniji. Vedno bolj pa se prostovoljci vključujejo tudi v izvajanje aktivnosti javnih zavodov.
Študija Slovenske Filantropije (2008) je pridobila podatke 54 nevladnih organizacij in 39 javnih zavodov ter evidentirala nekoliko nižje število prostovoljcev, in sicer 183 025, ki pa so, po ocenah anketiranih nevladnih organizacij, v letu 2008 opravili kar za 14 694 588 prostovoljskih ur.
V zvezi s številom prostovoljcev je tako na ravni Evropske unije kot tudi v Sloveniji opazen trend povečevanja števila aktivnih prostovoljcev .
Drugačne rezultate pa je predstavila Študija o prostovoljstvu v Evropski Uniji (2011), ki ugotavlja, da je za Slovenijo značilna relativno nizka raven vključevanja v prostovoljsko delo, saj je v prostovoljske aktivnosti vključenih le od 10-19 % odraslih oseb . Več kot 40 % odraslih oseb v prostovoljske aktivnosti vključujejo države kot so, Avstrija, Nizozemska in Velika Britanija.